# Oppershausen
Oppershausen est une commune allemande de l'arrondissement d'Unstrut-Hainich, Land de Thuringe.

## Géographie
Oppershausen se situe au bord du barrage de Seebach, à proximité du parc national de Hainich.
|       | Vogtei       |            |
| Nazza | Oppershausen |            |
| Mihla | Kammerforst  | Flarchheim |

## Histoire
Oppershausen est mentionné pour la première fois en 900 sous le nom d'Opprechthusen.
Le château est fondé en 1222.
En 1973, la Nationale Volksarmee met en place un lieu d'entraînement, aussi à destination de la Volkspolizei, au tir de pistolet-mitrailleur et de mitrailleuse. Le lieu est dissout en 1993.

## Personnalités liées à la commune
- Walter Werneburg (1922-1999), peintre